# Малые Рымы
Малые Рымы — деревня в Макарьевском районе Костромской области. Входит в состав Горчухинского сельского поселения.

## География
Находится в юго-восточной части Костромской области на расстоянии приблизительно 42 км на юг по прямой от районного центра города Макарьев на правом берегу Чёрного Луха.

## История
В 1872 году здесь было учтено 28 дворов, в 1907 году отмечен было 58 дворов.

## Население
Постоянное население составляло 203 человека (1872 год), 273 (1897), 294 (1907), 31 в 2002 году (русские 97 %), 8 в 2022.